# Бонино, Джузеппина
Анна Мария Маддалена Джузеппина Бонино (итал. Anna Maria Maddalena Giuseppina), в монашестве Иосифина Габриэлла Иисуса Бонино (итал. Giuseppina Gabriella di Gesù Bonino; 5 сентября 1843[…], Савильяно, Пьемонт — 8 февраля 1906[…], Савона, Лигурия) — монахиня, основательница и генеральная настоятельница Конгрегации сестёр Святого Семейства из Савильяно (I.S.F.); блаженная Римско-католической церкви. Литургическая память ей отмечается 8 февраля.

## Биография
Анна Мария Маддалена Джузеппина Бонино родилась в Савильяно 5 сентября 1843 года. Она была единственным ребёнком в семье врача Доменико Бонино и Джузеппы, урожденной Риччи. Её родители были людьми состоятельными и религиозными. Начальное образование Джузеппина получила в школе розинок. В 1855 году семья переехала в Турин, где Джузеппина окончила среднюю школу Конгрегации сестёр святого Иосифа. В восемнадцать лет духовник позволил ей принести временный обет девства. В 1869 года она вернулась в Савильяно, где в течение пяти лет ухаживала за больным отцом, вплоть до его смерти.
В местном приходе святого Петра Джузеппина стала ректором и президентом местного отделения Благочестивого союза дочерей Марии. В 1875 году она установила сотрудничество с Обществом помощи, члены которого заботились о сиротах в Турине, под руководством Джованны Коломбо. 18 марта 1875 года вступила в Третий орден кармелитов, взяв новое имя Габриэллы Иисуса Марии и Иосифа. В 1876 году вступила также в Третий орден покаяния святого Франциска. В том же году она серьёзно заболела и выздоровела в следующем году по молитвам к Богоматери. 19 марта 1877 года принесла монашеские обеты. Осенью того же года Габриэлла Иисуса Марии и Иосифа, вместе с матерью, совершила паломничество в Лурд. Вскоре после паломничества, её мать умерла.
Она продолжала сотрудничать с Обществом помощи. После работы в хосписе, в 1880 году ушла сначала в монастырь кармелиток в Монкальери, затем в монастырь визитандинок в Пинероло. Несмотря на стремление к созерцательному монашеству, она основала новую конгрегацию, целью которой было оказание помощи всем нуждающимся: сиротам, старикам, больным беднякам, а также воспитание и образование девочек. 8 сентября 1887 года конгрегация получила одобрение епархиального руководства. 6 октября того же года, вместе с одиннадцатью соратницами, принесла вечные монашеские обеты, взяв новое имя Иосифины Габриэллы Иисуса. Она была избрана генеральной настоятельницей нового института и служила на этом поприще до самой смерти.
Умерла в Савоне 8 февраля 1906 года. Причиной смерти было скоротечное воспаление легких. Сначала её похоронили на кладбище в Савильяно. 8 апреля 1961 года останки перенесли в церковь при главном доме основанного ею института. 7 мая 1995 года римский папа Иоанн Павел II причислил Иосифину Габриэлу Иисуса Бонино к лику блаженных.